# João III de Constantinopla
João III (? — 31 de agosto de 577), dito João Escolástico e João, o Advogado, foi o patriarca de Constantinopla entre 12 de abril de 565 até a sua morte. Ele é considerado um santo pela Igreja Ortodoxa.

## Biografia
João nasceu em Sirimis, na região da Cinégia, perto de Antioquia. Havia naquele tempo um florescente colégio de advogados em Antioquia, que ele ingressou e se tornou famoso. Ele foi suprimido em 533 pelo imperador bizantino Justiniano I. João foi ordenado e se tornou um agente e um secretário de sua igreja, o que o colocou em contato com a corte imperial em Constantinopla. Quando Justiniano, mais para o final de sua vida, tentou elevar a heresia dos Aftartodócetas ao status de ortodoxia doutrinária e ordenou a expulsão de Eutíquio por sua oposição, o hábil clérigo-advogado de Antioquia, que já tinha se distinguido por sua grande edição dos cânones, foi escolhido para levar a cabo o desejo do imperador.

### Obras
Ele foi também creditado por sua metódica classificação da Lei canônica, a "Sinopse da Lei Canônica". Seguindo algumas obras mais antigas que ele menciona no prefácio, João abandonou o plano histórico de apresentar os decretos de cada concílio na ordem em que eles ocorreram e os arrumou sob um princípio filosófico, de acordo com a matéria. Os mais antigos escritores tinham sessenta cabeçalhos, mas ele conseguiu reduzi-los a cinquenta.
Os cânones dos concílios abaixo já tinham sido colecionados e traduzidos para o grego na época de João:
| - Primeiro concílio de Niceia - Concílio de Ancira - Concílio de Neocesareia - Concílio de Gangra | - Concílio de Antioquia - Primeiro concílio de Éfeso - Primeiro concílio de Constantinopla |

A eles, João acrescentou os 89 cânones do Cânone dos Apóstolos, os 21 cânones do Concílio de Sárdica e os 68 da carta canônica de Basílio. Escrevendo a Fócio, o Papa Nicolau I cita uma harmonia de cânones que inclui os de Sárdica, que só pode ser a de João, o Advogado. Quando João veio para Constantinopla, ele editou o Nomocano, uma condensação de sua antiga obra, com a adição de uma comparação dos transcritos imperiais e as leis civis (especialmente as "Novelas de Justiniano") em cada cabeçalho. Teodoro Bálsamo o cita sem nomear o autor em suas notas sobre o primeiro cânone do concílio In Trullo. Num manuscrito da Biblioteca de Paris, o Nomocano é atribuído a Teodoreto, mas em todos os outros, a João. Em 1661, estas duas obras foram reimpressas no começo do volume ii da Bibliotheca Canonica de Justel, em Paris.
Fócio (cód. lxxv) menciona seu catecismo, no qual ele estabeleceu a doutrina da Trindade consubstancial, dizendo que ele o escrevera em 568, sob Justino II, e que ele foi depois atacado pelo ímpio João Filopono. Fabricius considera que a "Sinopse" e o "Nomocano" foram corretamente atribuídos a João, o Advogado, com toda probabilidade.

### Patriarca de Constantinopla
Pouco se sabe de sua carreira episcopal. Sete meses após a sua ascensão, Justiniano morreu e o novo imperador, Justino II, foi coroado por ele em 14 de novembro de 565.
Ele organizou também um ponto de compromisso entre os calcedonianos e não calcedonianos em 567, reunindo temporariamente as duas facções em 571.
João morreu um pouco antes de Justino, em 577.